# Trachyarus anceps
Trachyarus anceps är en stekelart som först beskrevs av Berthoumieu 1906.  Trachyarus anceps ingår i släktet Trachyarus och familjen brokparasitsteklar. Inga underarter finns listade i Catalogue of Life.